# Leonid Sobinov
Die Leonid Sobinov war ein Passagierschiff der sowjetischen Black Sea Shipping Company, das 1954 als erstes von vier Schwesterschiffen von der britischen Cunard Line in Dienst gestellt wurde. 1973 kaufte die Black Sea Shipping Company das Schiff und setzte es fortan als Leonid Sobinov ein, ehe es 1995 ausgemustert und 1999 in Indien abgewrackt wurde.

## Geschichte

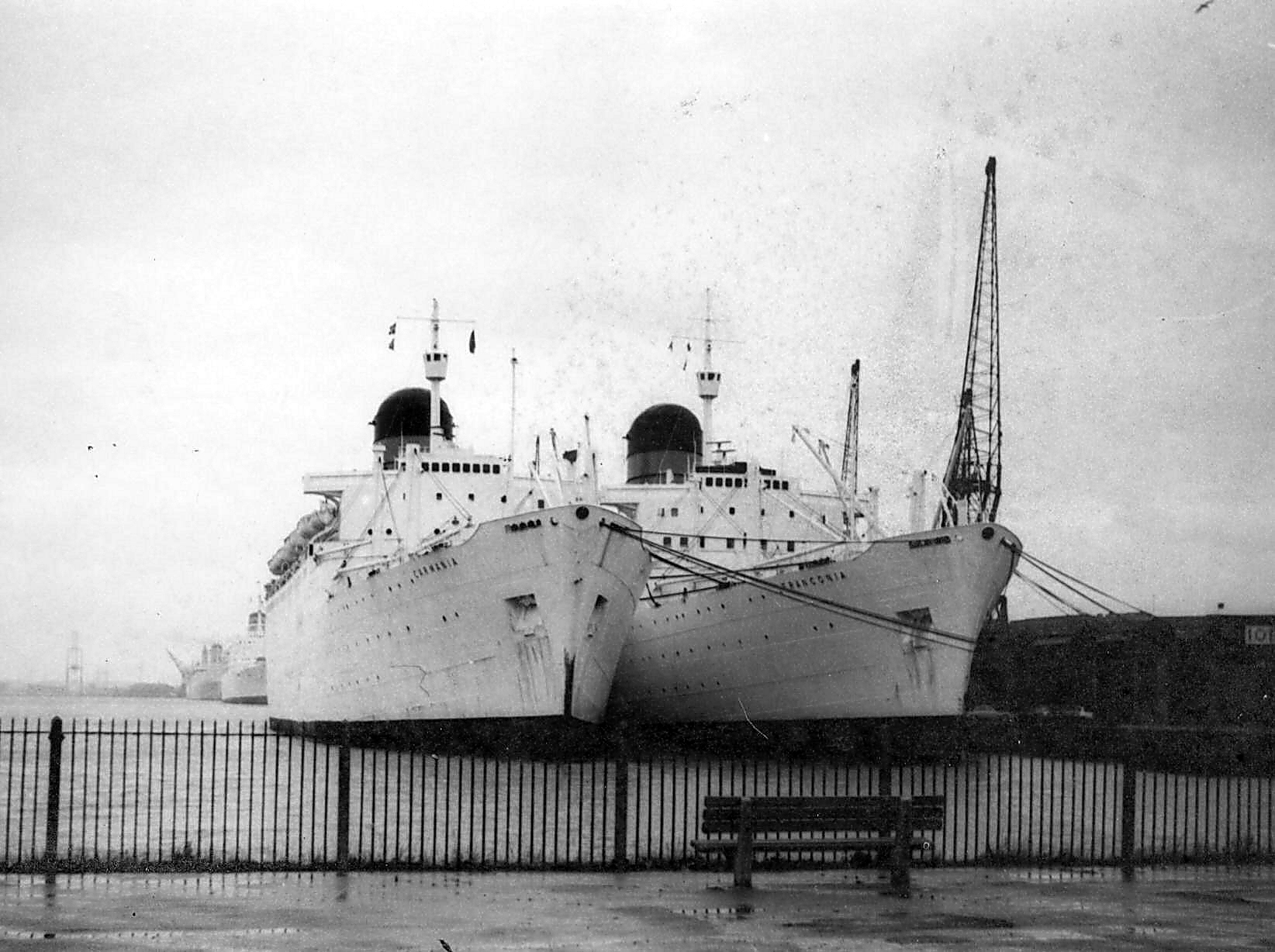
Als Carmania neben ihrem Schwesterschiff Franconia, 1971

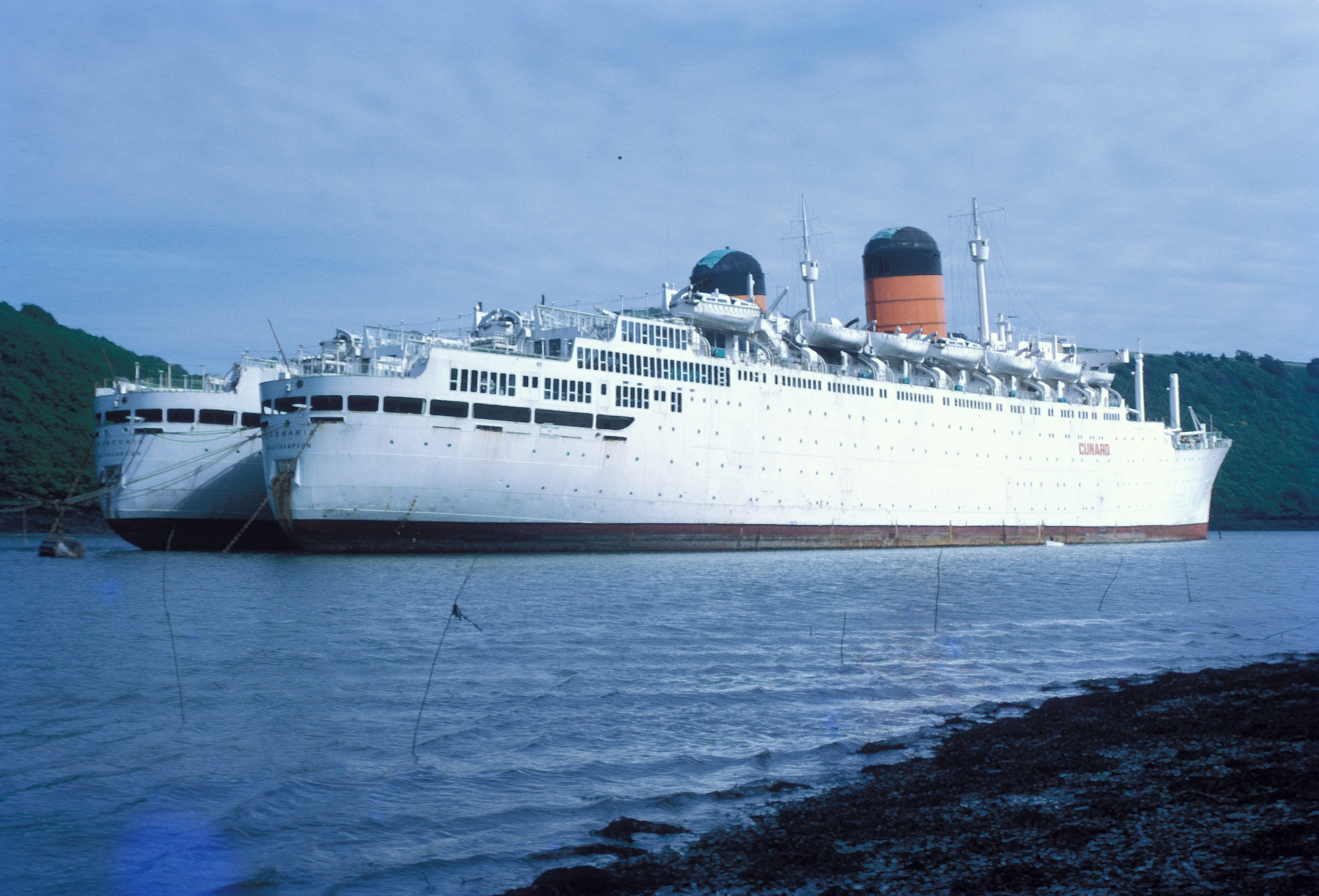
Als Carmania aufgelegt im River Fal

Die Saxonia wurde unter der Baunummer 692 bei John Brown & Company in Clydebank gebaut und am 17. Februar 1954 vom Stapel gelassen. Taufpatin war Clementine Churchill, die Gattin des damaligen Premierministers Winston Churchill. Nach der Ablieferung an die Cunard Line im August wurde das Schiff am 2. September 1954 auf der Strecke von Liverpool nach Montreal in Dienst gestellt. 1957 wurde Southampton Abfahrtshafen der Montreal-Route.
Im April 1961 wechselte die Saxonia auf die Route von Liverpool nach New York, ehe sie 1962 nach einem Jahr Dienstzeit auf dieser Strecke für Umbauarbeiten wieder zu ihrem Erbauer John Brown & Company nach Clydebank gebracht wurde.
Am 8. April 1963 wurde das Schiff unter seinem neuen Namen Carmania wieder in Dienst gestellt und fortan neben dem Liniendienst in den Wintermonaten für Kreuzfahrten von verschiedenen US-amerikanischen Häfen aus eingesetzt. Ab 1967 stand es nur noch für Kreuzfahrten im Einsatz.
1971 stellte die Cunard Line mit den Schwesterschiffen Cunard Adventurer und Cunard Ambassador zwei Kreuzfahrtschiff-Neubauten in Dienst, wodurch die ehemaligen Transatlantikliner nicht mehr länger benötigt wurden. Im Oktober 1971 wurde die Carmania daher von Cunard ausgemustert und im River Fal nahe Southampton aufgelegt.
Im August 1973 kaufte die in Odessa ansässige Black Sea Shipping Company das Schiff und setzte es nach Umbauarbeiten ab Februar 1974 unter dem Namen Leonid Sobinov sowohl für Linienfahrten zwischen Southampton und Sydney als auch für Kreuzfahrten ein.
1990 verkaufte die Black Sea Shipping Company das Schiff an Transorient Overseas mit Sitz in Valletta. Nach weiteren fünf Dienstjahren wurde die Leonid Sobinov am 6. Oktober 1995 ausgemustert und in Iljitschowsk aufgelegt. Nach vier Jahren Aufliegezeit traf das Schiff am 1. April 1999 zum Abwracken ins indische Alang ein, wo es ab dem 1. Oktober 1999 zerlegt wurde.